# Здравствено васпитање
Здравствено васпитање је интердисиплинарна (мултидисциплинарна) наука која се бави изучавањем здраствених потреба, здравствене културе и понашање појединца у циљу свеукупног унапрељења здравља читаве популације.

## Историјски развој здравственог васпитања
Корене здравственог васпитања можемо наћи тамо где су корени медицине. Зато се и каже да је здравствено васпитање претежно медицински појам. Здравствено васпитање има дугу историју, али га свако време иновира под утицајем многих фактора који позитивно или негативно утичу на здравље. Ова наука има упориште у хигијени, па тиме заузима значајно место у јавном здравству. Зато се слободно може рећи да здравствено васпитање почиње са самим почецима људског рода, као што су говорили Платон и Аристотел. Они су и промовисали потребу за здравственим радницима у градовима.
Чињеница је да је здравствено васпитање пратило развој сваког друштва, па тако развијено друштво здравствено васпитни рад користи у спречавању болести, а мање развијено друштво у начину лечења здраствених проблема и спречавању компликација.
Зачетак појединих мера здравственог васпитања јавља се још у првобитним заједницама. У то време, сходно тадашњим знањима, циљ васпитања се односио на очување способности људи за лов, обраду земље и борбу са непријатељима. Значи, у првом плану је била борба за опстанак заједнице у најширем смислу речи. Суштински, заштита се у том периоду сводила на старање основних услова за одржање живота.
Историја бележи бројне примере човековог свесног или инстиктивног превентивног деловања у циљу заштите здравља и побољшања квалитета живота. Превентива се огледа у индивидуалном раду на очувању сопственог здравља, али истовремено и у активностима заједнице која брине о својим члановима.